# Under a Shadow
Under a Shadow er en amerikansk stumfilm fra 1915 af Joe De Grasse.

## Medvirkende
- Gretchen Lederer som Thera Dufre / Mrs. Irving.
- Lon Chaney som DeSerris.
- Arthur Shirley som Mr. Irving.
- Millard K. Wilson